# Gotthardreussbrücke (1829)
Die Gotthardreussbrücke ist eine Steinbogenbrücke über die Gotthardreuss in Hospental im Schweizer Kanton Uri.

## Konstruktion
Die Brücke stammt aus dem Jahr 1829, wurde jedoch durch den Betonüberbau den Anforderungen des modernen Verkehrs angepasst. Auch die Widerlager und Brückenkörper wurden erneuert.
Der bergseitige Schlussstein des Bogens hat die Jahreszahl 1829 eingemeisselt.

## Nutzung
Die Gotthardstrasse führt über die zweispurige Strassenbrücke mit talseitigem Trottoir. Am südseitigen Brückenbogen ist ein Kabelkanal befestigt. Die Höchstgeschwindigkeit ist 50 km/h. Die Mountainbike Route 65 (Gottardo Bike) führt über die Brücke.

## Erhaltenswertes Objekt
Als verkehrshistorisches Zeugnis der historischen Gotthardstrasse sowie aufgrund ihrer baukünstlerischen Qualitäten ist die Kunststrassenbrücke ein Inventarobjekt von nationaler Bedeutung (gemäss Kantonalem Schutzinventar, Gemeinde Hospental, S. 10).